# Street Hassle
Street Hassle ist das achte Solo-Studioalbum des amerikanischen Rockmusikers Lou Reed, das im Februar 1978 bei Arista Records erschien. Es ist das erste kommerziell veröffentlichte Pop-Album, das die binaurale Aufnahmetechnik verwendet, und das ohne weiteres Zubehör über Lautsprecher angehört werden kann – bislang waren dazu Kopfhörer oder Prozessoren notwendig. Street Hassle kombiniert Live-Konzertmitschnitte und Studioaufnahmen.

## Produktion
Die Aufnahmen für ein Live-Album begannen in München und Ludwigshafen. Erst nach der Rückkehr in die USA im August 1977 teilte Arista Records Reed mit, dass die Veröffentlichung eines Live-Albums nicht in Frage käme. Nachdem Robinson das Projekt im Streit verlassen hatte, wurden die Arbeiten in die Record Plant Studios verlegt, wo Reed schon an Berlin gearbeitet hatte.
Arista-Präsident Clive Davis ermutigte Reed, sich auf den Titelsong Street Hassle zu konzentrieren und ihn zu vertiefen. Ergebnis war der einzige Song, der komplett im Studio geschrieben und aufgenommen wurde, in Form einer dreiteiligen Suite. Ein dort verwendeter Text, „Tramps like us, we were born to pay“ wurde von einem Tontechniker als bereits von Bruce Springsteen verwendet erkannt. Dieser war zufälligerweise in einem anderen Studio des Gebäudes mit der Arbeit an seinem vierten Studioalbum beschäftigt. Springsteen erlaubte nicht nur die Verwendung seiner Phrase von Born to Run, sondern sang die Zeile auf Reeds Bitte hin auch für Street Hassle ein.
Die Aufnahme des gesamten Albums Street Hassle war außergewöhnlich, da eine experimentelle Mikrofonaufnahmetechnik – die binaurale Aufnahme – verwendet wurde, um einen möglichst realitätsnahen Klang und dessen Räumlichkeit wiederzugeben. Generell werden dabei zwei Mikrofone verwendet, um den Klang zu vermitteln, der entsteht, wenn man sich mit den Künstlern und Instrumenten in einem Raum befindet. Speziell bei diesem Album wurden die Köpfe von Schaufensterpuppen benutzt, die in jedem präzisionsgefertigten Gehörgang ein Mikrofon hatten. Die Köpfe wurden dem durchschnittlichen deutschen Kopf auf Basis von 40 vermessenen Probanden nachempfunden. Zusätzlich wurden für das Abmischen parallel auch konventionelle Aufnahmen gemacht.
Binaurale Aufnahmen sind im Allgemeinen nur dann effektiv, wenn der Benutzer das Album über Kopfhörer hört; sie werden über Stereolautsprecher normalerweise nicht korrekt wiedergegeben. Das von Reed verwendete spezielle binaurale Aufnahmesystem hat diese Einschränkung nicht. Es wurde von Manfred Schunke von der deutschen Firma Delta Acoustics entwickelt. Reed setzte den binauralen Aufnahmestil ebenfalls auf Live: Take No Prisoners und The Bells ein.

## Songs
Wie auf den ersten Solo-Studioalben von Reed üblich, enthält Street Hassle einen Song, der ursprünglich in Reeds Tagen bei Velvet Underground geschrieben wurde – in diesem Fall Real Good Time Together, der bereits 1974 auf einem Livealbum veröffentlicht worden war.
Die Songs Dirt und Leave Me Alone stammen aus der Zeit von Coney Island Baby.
Mark Deming von AllMusic schrieb, dass das Titelstück, ein dreisätziges poetisches Tongedicht über das Leben auf den New Yorker Straßen, einer der kühnsten und tief bewegendsten Momente von Reeds Solokarriere sei.

## Rezeptionen
Street Hassle erhielt überwiegend positive Kritiken, etwa von Tom Carson vom Rolling Stone, der das Album als brillant bezeichnete; es sei ein Eingeständnis des Scheiterns, das zu einem atemberaubenden, glühenden Triumph wird – das beste Soloalbum, das Lou Reed je gemacht hat. In seiner trashigsten LP, Sally Can't Dance, habe Reed seine eigene Poesie in Graffiti verwandelt; auf Street Hassle verwandelt er Graffiti in Poesie.
Robert Christgau hingegen fand das Album lauwarm und meinte, dass zwar ein Großteils des Materials seine Stärken habe, das Album aber in der Produktion verworren, in seinem Zynismus uninteressant und in seiner Selbstreferenz eigennützig sei.
In einer rückblickenden Kritik für Allmusic stellte Mark Deming fest, dass Street Hassle immer noch zu den kraftvollsten und fesselndsten Alben gehört, die Reed in den 1970er Jahren veröffentlicht hat, und zu privat und bewegend sei, um es zu überhören.

## Titelliste
Alle Titel wurden von Lou Reed geschrieben.
Erste Seite
1. Gimmie Some Good Times – 3:15
2. Dirt – 4:48
3. Street Hassle – 11:00
  - Waltzing Matilda – 3:00
  - Street Hassle" – 2:10
  - Slipaway – 2:10

Zweite Seite
1. I Wanna Be Black – 2:52
2. Real Good Time Together – 3:19
3. Shooting Star – 3:09
4. Leave Me Alone – 4:44
5. Wait – 3:14